# Krzysztof Strobel
Krzysztof (Christoph) Strobel (ur. ok. 1536 w Reitenbuch w Niemczech) – niemiecki jezuita, pierwszy rektor pierwszego na ziemiach polskich kolegium jezuickiego w Braniewie.

## Życiorys

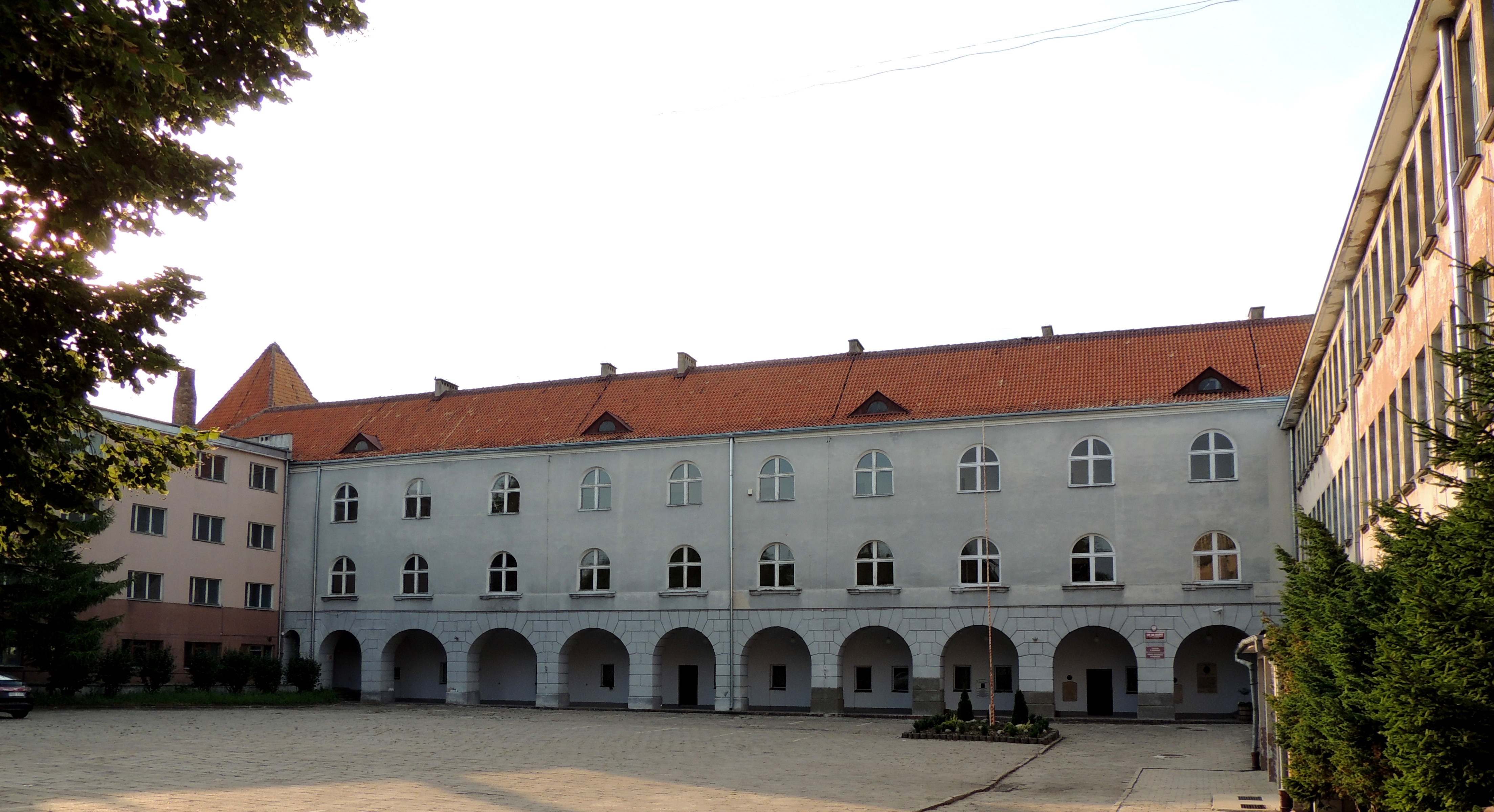
Kolegium jezuitów w Braniewie, którego pierwszym rektorem został o. Strobel

Krzysztof Strobel urodził się ok. 1536 roku w Reitenbuch w Bawarii. Do Towarzystwa Jezusowego wstąpił 6 marca 1555 w Rzymie. Święcenia kapłańskie przyjął w 1563 roku. Studiował w Ingolstadcie, Wiedniu i Rzymie, a po wstąpieniu do zakonu w Genui, Lizbonie i w Coimbrze. W 1564 roku przybył pieszo na zaproszenie biskupa Hozjusza do Prus Książęcych z pierwszą grupą jezuitów, w celu założenia uczelni w Braniewie. 2 listopada 1564 roku zakonnicy dotarli do Lidzbarka Warmińskiego, gdzie musieli poddać się kwarantannie, ponieważ przechodzili przez okolice, gdzie panowała zaraza. 8 stycznia 1565 jezuici przenieśli się do Braniewa i zamieszkali w klasztorze pofranciszkańskim. W grupie pierwszych jezuitów przybyłych do Braniewa jako jedyny posiadał stopień doktora i jako jeden z dwóch przybyłych jezuitów święcenia kapłańskie, dlatego został przewidziany do kierowania nową placówką dydaktyczną, mimo że był słabym organizatorem. Został mianowany pierwszym rektorem kolegium w Braniewie. Biskup Hozjusz w liście do nuncjusza Commendone scharakteryzował go słowami: „człowiek prosty, prawy, i bojący się Boga”. Przy swej prawości i pobożności był jednak za mało energiczny. Nie potrafił utrzymać porządku w gronie profesorskim, a przede wszystkim zapanować nad konfliktowymi działaniami prefekta Szymona Hagenau. Dlatego też został w lipcu następnego roku odwołany z urzędu. Zastąpił go na tym stanowisku dr Jan Jakub Astensis z Flandrii.
W 1566 Strobel opuścił Polskę i pracował w Trewirze i w Ołomuńcu. W zakonie do 1574 roku.